# Янгиабад (Кашкадарьинская область)
Янгиабад (узб. Yangiobod / Янгиобод) — посёлок городского типа, расположенный на территории Китабского района Кашкадарьинской области Республики Узбекистан.

Статус посёлка городского типа с 2009 года.